# Cirolana wongat
Cirolana wongat är en kräftdjursart som beskrevs av Bruce 1994. Cirolana wongat ingår i släktet Cirolana och familjen Cirolanidae. Inga underarter finns listade i Catalogue of Life.